# Vénosc
Vénosc foi uma comuna francesa na região administrativa de Auvérnia-Ródano-Alpes, no departamento de Isère. Em 1 de janeiro de 2017, passou a formar parte da nova comuna de Les Deux Alpes.